# Udo von Woyrsch
Udo Gustav Wilhelm Egon von Woyrsch (Zwanowice, Silezië, 24 juli 1895 - Biberach an der Riß, Baden-Württemberg, 14 januari 1983) was een Duitse politicus (NSDAP) en SS-Obergruppenführer (luitenant-generaal) en Generaal in de politie. Hij was lid van de Pruisische Landdag voor het leven, lid van de nationaalsocialistische Rijksdag, Höherer SS- en Polizeiführer "Elbe" alsmede landeigenaar van Schwanowitz en Pramsen.

## Het begin
In 1901, ontving von Woyrsch in zijn ouderlijkhuis privélessen en ging in 1905 naar het gymnasium in Brieg. Na zijn schoolgang, koos von Woyrsch voor een officieren-loopbaan en ging in 1908 op de cadettenschool Berlin-Lichterfelde en slaagde voor zijn Fähnrichsexamen. In augustus 1914 nam hij deel aan de Eerste Wereldoorlog en belandde na het einde van de oorlog in Russische krijgsgevangenschap. Na zijn vrijlating, was hij als grenzschutz Ost vanaf februari 1919 actief. Volgens Richard Grunberger was von Woyrsch betrokken in het Vrijkorps in de jaren ’20. Vanaf 1921 slaagde hij voor een landbouwkundige opleiding en nam in 1923 landgoed van zijn vader over.

## NS-functionaris en SS-Führer
In 1929, sloot hij zich aan bij de NSDAP (nr.: 162.349). In 1930, werd hij ook lid van de SS (SS-nr.: 3689), en maakte snel carrière. In maart 1932, was hij al tot SS-Gruppenführer bevorderd.
In de zomer van 1932, slaagde von Woyrsch erin Oberst Walter von Reichenau, Stafchef van het Oost-Pruisisch Wehrkreisbefehlshaber Werner von Blomberg, voor de doelstellingen van de nazi-beweging te winnen. Reichenau, werkte systematisch aan Blomberg om deze voor het nationaalsocialisme te winnen. Deze werden in januari 1933 door Rijkspresident Paul von Hindenburg tot Reichswehrminister in het Kabinet-Hitler benoemd en belast met de rol van een “opzichter”.
Van 1932 tot maart 1933 was hij lid van het Pruisische Landdag. In maart 1933 nam hij plaats in de Reichstag, aansluitend tot het eind van het nazi-bewind. Hij was tevens afgevaardigde voor Silezië. In maart 1933 stemde hij als kamerlid voor de Machtigingswet. In juli 1933 werd von Woyrsch benoemd tot lid van de Pruisische Raad van State.
Einde juni/begin juli 1934, wijdde von Woyrsch zich als Führer des SS-Oberabschnitts Südost aan het regionaal leiden van moorden en gevangenname in het kader van het machteloos maken van de SA, door het nationaalsocialisme in de regio van Silezië. Bij deze gelegenheid gaf zijn extreem radicalisme hem zijn bijnaam: bloedhond. In Silezië werden meer personen geliquideerd dan in alle andere provinciën van het Duitse Rijk, alleen in Berlijn en München, de eigenlijke centra van zuiveringen, werden er meer mensen gedood. Daarbij liet von Woyrsch tegen Himmlers order in, zijn persoonlijke rivaal Emil Sembach en een rij van niet betrokkenen vermoorden, die deels na bewuste expansie van uit Berlijn gekomen orders door von Woyrsch, voor een deel op eigen initiatief door zichzelf gecontroleerde SS uit Silezië gedood werden. Na deze overtredingen werd von Woyrsch op 1 januari 1935 tot SS-Obergruppenführer (luitenant-generaal) bevorderd. Op 19 januari 1935 werd hij uit al zijn functies in Silezië ontheven. Göring ontsloeg hem als lid van de Pruisische Raad van State. Hij werd ingedeeld in de staf van de Reichsführer-SS. Hij werd de „arbiter in het grote arbitragehof van de Reichsführer SS“ en werd midden oktober 1938 voor de Chef van de Ordnungspolizei informatief actief.

## Tweede Wereldoorlog
Na de Poolse Veldtocht, werd von Woyrsch op 3 september 1939 door Himmler aangewezen het commando te voeren over de Einsatzgruppe zur besonderen Verwendung (voor speciaal gebruik) belast met de “radicale onderdrukking van het opvlammende Pools verzet”. Hoewel er geen noemenswaardige verzet was, werden von Woyrschs bevoegdheden als „Sonderbefehlshaber der Polizei“ in gebied van het 14e Leger verruimd en Himmler droeg hem op “Poolse bendes” te ontwapenen en executies door te voeren. In de daaropvolgende maanden werden er 7000 Joodse en Poolse burgers in het door Duitsland bezette Polen vermoord. Met deze schietpartijen werd de Holocaust ingeleid.
Op 20 april 1940 bekleedde von Woyrsch het ambt van een Höherer SS- en Polizeiführer des SS-Oberabschnittes Elbe met zijn kantoor in Dresden.
Op 15 april 1941 werd von Woyrsch tot General der Polizei (politiegeneraal) bevorderd. Sinds 30 januari 1943 was von Woyrsch drager van het Gouden Ereteken van de NSDAP.
Wegens gebrek aan geschiktheid werd von Woyrsch in februari 1944 uit zijn functie als HSSPF ontheven en door Ludolf-Hermann von Alvensleben vervangen. Na zijn ontzetting uit zijn ambt, werd hij op geheime instructies van Himmler verbannen naar zijn landgoed.
Eind januari 1945, meldde hij zich bij de Waffen-SS en was in de laatste fase van de oorlog belast met het “terugbrengen van de burgerbevolking”.

## Naoorlogse tijd
Na het einde van de oorlog bevond von Woyrsch zich in Britse internering. In de aanloop naar het Artsenproces gaf von Woyrsch een beëdigde verklaring voor de aangeklaagde Joachim Mrugowsky. In oktober 1948 werd von Woyrsch na een Spruchkammerverfahren in Hamburg-Bergedorf tot de maximumstraf van tien jaar gevangenisstraf veroordeeld, na de herziening werd op de veroordeling de al uitgezeten straftijd in mindering gebracht. De Spruchkammer legde bij zijn veroordeling zijn kennis “van de misdadige gebruik bij de SS bij het vervolgen van de politieke tegenstanders en Joden, door aanvallen in de bezette gebieden, het buitenlandse werknemersprogramma en het onrechtmatige behandelingen van krijgsgevangenen ten grondslag gelegd. Daarna werd hij overgebracht naar het kamp Esterwegen. Al in 1952 werd hij weer vrijgelaten.
Op 2 augustus 1957 werd hij in het Landgericht Osnabrück in een tweede proces voor zijn rol in de Nacht van de Lange Messen tot 10 jaar veroordeeld, maar kwam toch weer vrij in 1960.
Op grond van een vormfout werden verdere procedures tegen hem in 1977 gestaakt.

## Familie
Von Woyrsch stamde af van een oud Zuid-Bohemisch adellijkgeslacht. Hij was de zoon van een Koninklijke Pruisische Kamerheer en landeigenaar Günther von Woyrsch (1858–1923) en zijn echtgenote Gravin Gertrud von Pfeil und Klein-Ellguth (1866–1956). De Pruisische Generalfeldmarschall Remus von Woyrsch (1847–1920) was zijn oom.
Op 25 juni 1924 trouwde hij in Gut Pischowitz in Neder-Silezië met Marie-Eva von Eichborn (5 maart 1902), de dochter van de landheer Wolfgang von Eichborn uit Pischkowitz en zijn Edelgard von Rosen (Huis Neudorf). Dit huwelijk werd op 19 mei 1933 in Brieg, (Neder-Silezië), ontbonden. Het huwelijk produceerde een dochter (geboren 4 juni 1925 te Schwanowitz).
Op 21 september 1934 trouwde hij voor de tweede keer in Bad Salzbrunn, (Neder-Silezië), met Inez Freiin von Tschammer und Quaritz (21 december 1908 in Neder-Tschirnau, Landkreis Guhrau, Neder-Silezië - 2 september 2001), een dochter van de landheer Siegfried Freiherr von Tschammer und Quaritz uit Quaritz en Edith von Lieres und Wilkau (Huis Stephanshain). Uit dit huwelijk kwamen vier kinderen en één kleinzoon voort.

## Carrière
Von Woyrsch bekleedde verschillende rangen in zowel de Allgemeine-SS als Politie. De volgende tabel laat zien dat de bevorderingen niet synchroon liepen.
| Datum                                              | Deutsches Heer   | Allgemeine-SS        | NSDAP         | Politie                |
| -------------------------------------------------- | ---------------- | -------------------- | ------------- | ---------------------- |
| 1 maart 1914                                       | Fähnrich         | —                    | —             | —                      |
| 10 augustus 1914 (zonder Patent)                   | Leutnant         | —                    | —             | —                      |
| 28 januari 1915                                    | Patent verkregen | —                    | —             | —                      |
| 15 mei 1920                                        | Oberleutnant     | —                    | —             | —                      |
| 10 juni 1930                                       | —                | —                    | Gau-SS-Führer | —                      |
| 10 juni 1930                                       | —                | SS-Mann              | —             | —                      |
| 13 november 1930                                   | —                | SS-Sturmbannführer   | —             | —                      |
| 11 maart 1931 (met ingang van 1 maart 1931         | —                | SS-Standartenführer  | —             | —                      |
| 4 september 1931 (met ingang van 1 september 1931) | —                | SS-Oberführer        | —             | —                      |
| 15 maart 1932                                      | —                | SS-Gruppenführer     | —             | —                      |
| 1 januari 1935                                     | —                | SS-Obergruppenführer | —             | —                      |
| 15 april 1941                                      | —                | —                    | —             | Generaal in de politie |

## Lidmaatschapsnummers
- NSDAP-nr.: 162 349[20][22] (lid geworden 1 oktober 1929[18][3])
- SS-nr.: 3 689[20][22] (lid geworden 10 juni 1930[18][3][4])

## Decoraties
Selectie:
- IJzeren Kruis 1914, 1e Klasse[16][19][13] en 2e Klasse[16][19][13]
- Kruis voor Militaire Verdienste (Oostenrijk-Hongarije), 3e Klasse met Oorlogsdecoratie[16]
- Het Kruis voor Oorlogsverdienste 1e Klasse[19][13][18](20 april 1943)[16] en 2e Klasse[19][13][18] (20 april 1943)[16] met Zwaarden
- Erekruis voor Frontstrijders in de Wereldoorlog[19][13][2]
- Gouden Ereteken van de NSDAP[18] op 30 januari 1943[13][19][16][23]
- Dienstonderscheiding van de NSDAP in zilver op 30 januari 1930[16]
- Dienstonderscheiding van de SS[13] 4e Graad (4 dienstjaren)[19]
- Rijksinsigne voor Sport in goud[13][18][19]